# Widowmaker (gruppo musicale)
I Widowmaker furono la seconda band heavy metal fondata da Dee Snider dopo lo scioglimento dei Twisted Sister e il mancato successo ottenuto con i suoi primi Desperado.

## Storia degli Widowmaker
Nella formazione della band erano presenti l'ex-batterista dei Twisted Sister Joey "Seven" Franco (che aveva già collaborato con Snider anche nei Desperado), il chitarrista Al Pitrelli (già con Alice Cooper nel Trash-Tour del 1989 e che ritroveremo con Megadeth e Savatage) e il bassista Marc Russell (anche lui proveniente dai Desperado). La band pubblica due album di limitato successo, esclusivamente americano, ma non riesce a raggiungere i fasti dei Twisted Sister così il cantante la scioglie nel 1996 e si dedica al progetto Dee Snider's SMFs (Sick Mother Fuckers).

## Formazione

### Ultima
- Dee Snider – voce
- Al Pitrelli – chitarra
- Freddy Villano – basso
- Joey "Seven" Franco – batteria

### Ex componenti
- Marc Russell – basso

## Discografia
- 1992 – Blood and Bullets
- 1994 – Stand by for Pain

## Videografia
Videoclip
- 1992 – The Widowmaker
- 1994 – Lone Gone